# Conseiller du salarié
Le conseiller du salarié a pour mission d'assister les salariés lors des entretiens préalables au licenciement dans les entreprises dépourvues d'instances représentatives du personnel. Il est ainsi invité à participer à l'entretien avec l'employeur. Il peut donc intervenir, demander des explications à l'employeur, compléter celles du salarié et présenter des observations. Son rôle est strictement limité à cette seule fonction d'assistance et de conseil. 
Il peut aussi assister le salarié lors des entretiens préparatoires à rupture conventionnelle.
Il y avait, début 2013, 9835 conseillers du salarié. Environ 40% sont actifs. 

## Mission
Toute lettre de convocation à un entretien préalable au licenciement doit préciser que le salarié peut se faire accompagner. Dans les petites entreprises dépourvues d’institution représentative du personnel (comité d’entreprise, délégués du personnel, délégués syndicaux), ou dans les autres entreprises en cas d'absence de telles institutions attestée par un constat de carence, le salarié peut choisir un conseiller extérieur à l'entreprise. Bénévole, celui-ci aide le salarié à préparer l'entretien puis l'accompagne et rédige éventuellement un compte-rendu, transmis au salarié,. Il est recommandé de prendre contact avec lui dès qu'une date d'entretien préalable au licenciement a été fixée et même avant si c'est possible.
La lettre de convocation doit préciser l'adresse où peut être consultée la liste des conseillers du salarié du département. Cette liste est disponible dans chaque mairie et dans chaque section de l'Inspection du travail, avec le numéro de téléphone, la profession des conseillers ainsi que l’appartenance syndicale éventuelle des conseillers.

## Rôle
- c'est un tiers, extérieur au contrat de travail dont la rupture est envisagée : sa présence est la garantie morale de la tenue et du bon déroulement de l'entretien, ce qui lui confère une certaine autorité sur la forme de l'entretien. Il faut permettre au salarié de répondre sereinement et de se défendre sur le fond[10], ce qui peut passer par la production de documents capables de faire comprendre à l'employeur son point de vue. Le salarié qui tarde à contacter son conseiller pour préparer l'entretien se prive d'une défense adaptée.
- sur le fond, le conseiller peut peser sur la décision finale dans une logique conciliatrice, qui aboutirait à une solution plus favorable, par exemple, une sanction disciplinaire moindre, autre que le licenciement. Le conseiller doit pousser l'employeur à s'expliquer le plus possible. Il doit aussi prendre en note les insuffisances de son appréciation des faits.
- l'entretien préalable peut être suivi de la rédaction, avec le salarié, d'un compte‑rendu le plus complet et le plus fidèle possible.

## Qualification
Le conseiller du salarié ne peut être un conseiller prud'homal en exercice.
Dans chaque département, chaque syndicat envoie une liste de candidats à l'Inspection du travail, pour validation, en spécifiant pour chaque personne les compétences et expériences en droit social. La décision finale revient au préfet, via un arrêté pris tous les trois ans. Ensuite, l'employeur reçoit une lettre l'informant qu'un de ses employés a été désigné "conseiller du salarié", et précisant qu'il a droit à quinze heures rémunérées par mois pour accomplir cette tâche (l'employeur se fait rembourser par l'État).

## Bénévolat, invitation et carte officielle
Le conseiller du salarié est un bénévole. Il atteste sa fonction grâce à une carte officielle du ministère du travail, qui a par ailleurs édité un mémento pour guider les conseillers dans leur tâche. Une circulaire ministérielle encadre aussi leur mission.

## Rôle du salarié accompagné par un conseiller du salarié
Le salarié qui se fait accompagné par un conseiller du salarié doit en informer au préalable son employeur. L'employeur peut demander au conseiller de justifier de sa qualité en présentant sa carte officielle du ministère du travail et la copie de l'arrêté préfectoral. L'employeur ne peut refuser sa présence si elle a été signalée au préalable. A la fin de l'entretien, le salarié remet au conseiller une attestation de présence lui permettant d'obtenir le remboursement des frais engagés à l'occasion de cet accompagnement.